# Widzew Łódź
Maillots
Actualités
Le Widzew Łódź est un club polonais de football basé dans le quartier de Widzew, situé dans l'est de la ville de Łódź. Fondé en 1910 sous le nom de TMRF Widzew Łódź ("Towarzystwo Miłośników Rozwoju Fizycznego Widzew Łódź" - Société des amateurs du développement physique Widzew Łódź). TMRF Widzew Łódź était un club omnisports, avec la section football étant une des plus importantes. TMRF Widzew Łódź a été fondé par des ouvriers polonais et des industriels allemands qui étaient employés de la manufacture textile appelée "WI-MA", située dans le quartier de Widzew.

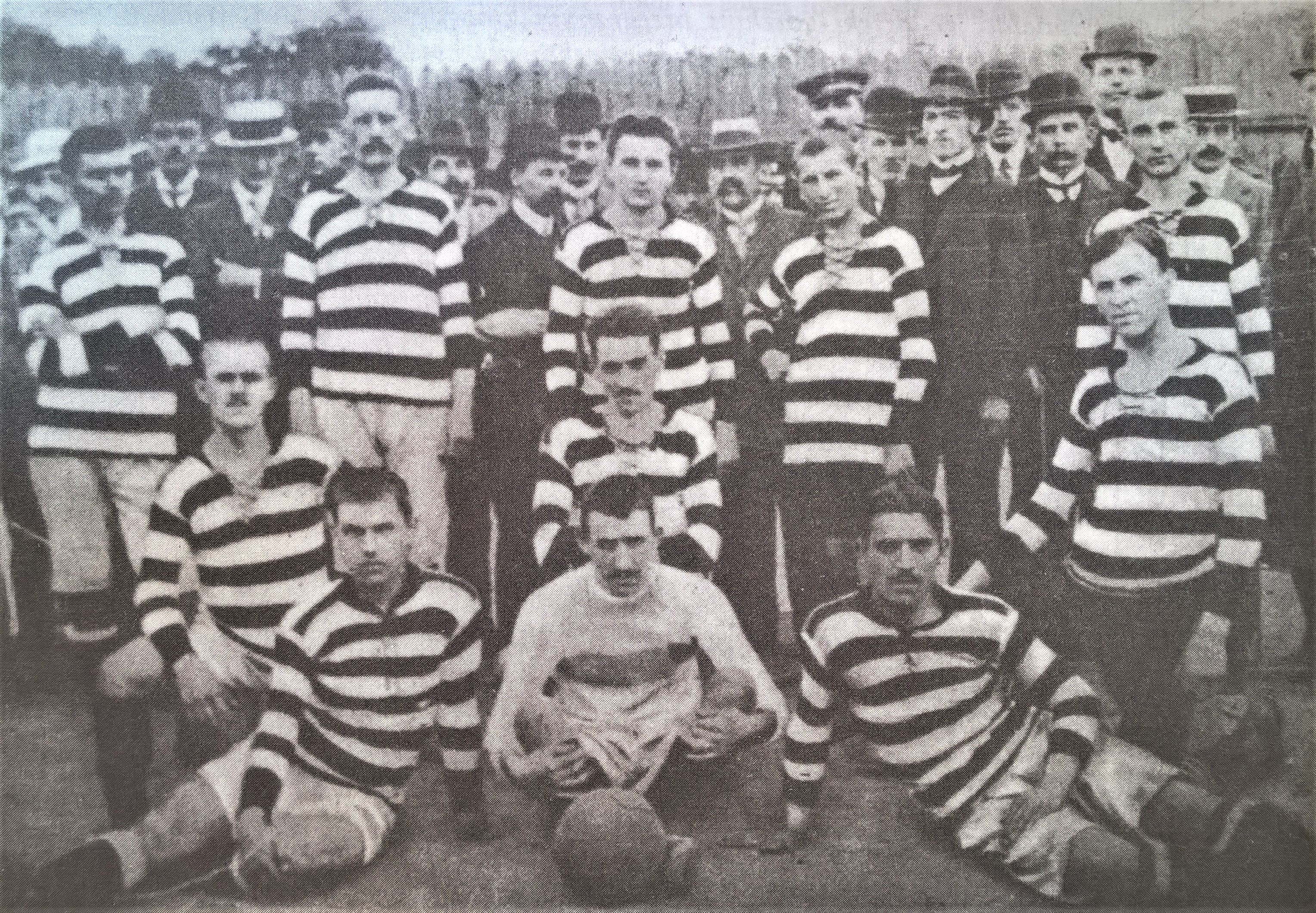
Les footballeurs de TMRF Widzew Łódź (photo de 1911)

Le club a été réactivé en 1922, après La Première Guerre mondiale sous le nom R.T.S. Widzew Łódź ("Robotnicze Towarzystwo Sportowe Widzew Łódź" - Club sportif des ouvriers Widzew Łódź).
Pendant les premières années d'existence de club les joueurs de football de TMRF Widzew Łódź ont participé en championnat de Łódź (avant 1927 le championnat regroupait les différents champions régionaux).
Dans les années 1920 et 1930, les joueurs de RTS Widzew Łódź jouaient dans les deuxième et troisième divisions du championnat.
C'est en 1948 qu'ils ont réussi à se qualifier pour la première fois pour la ligue 1, mais seulement pour une saison, finissant la saison à la dernière place.
Au cours des années 1950 et 1960, le club a joué en deuxième, troisième et même quatrième division du championnat.
RTS Widzew Łódź est revenu dans la ligue supérieure en 1975, commençant l'ère des plus grands succès du club. Le joueurs de Widzew ont fini leur première saison après le retour en première division sur une très bonne cinquième place. Une année plus tard ils ont réussi de gagner le premier (de 7 entièrement) titre de vice-champion de Pologne. Le club a remporté son premier titre de champion de Pologne (de 4 entièrement) en 1981. La première (et seule) Coupe de Pologne a été gagnée en 1985, et la première Supercoupe en 1996. Le club a terminé troisième du championnat à trois reprises (en 1985, 1986 et 1992).

## Bilan européen
Au total, Widzew à participe en 66 matches en coupes d'Europe (23 victoires, 12 nuls et 31 défaites, buts 86:108).
Le club a participé à la Coupe de l'UEFA (plus tard dénommée La Ligue Europa de l'UEFA) pour la première fois en 1977. Widzew a joué dans la Coupe des clubs champions européens (plus tard dénommée Ligue des champions de l'UEFA) pour la première fois en 1981.
Le plus grand succès dans les coupes européennes est arrivé en 1983 : les semi-finals de Coupe des clubs champions européens 1982-1983, après avoir éliminé les champions d’Angleterre Liverpool FC dans les Quarts de finale. En outre, les Huitièmes de finale de Coupe de l'UEFA (La Ligue Europa de l'UEFA) en 1980 et 1984 sont aussi considérés comme des succès.   

## Histoire récente
Au début de la saison 2007/08, le club a été acheté par Sylwester Cacek, entrepreneur et banquier polonais. Le club a remporté le championnat de I Liga (deuxième division) après la saison 2008/09, mais sur décision de la Fédération polonaise de football, en raison de l'implication du club dans un scandale de corruption, Widzew n'a pas été promu à Ekstraklasa.
En saison 2009/10 Widzew à, encore une fois, fini le premier en I liga (deuxième division), ce qui le fait le premier club en Pologne à avoir gagné deux titres de champion de deuxième division (I liga_ en deux saisons consécutives. Cette fois, le club a été promu à Ekstraklasa. Les saisons suivantes ont été moyennes, les joueurs de Widzew terminant en milieu de tableau de la ligue.
À l'été 2015, en raison de problèmes financiers, le club est officiellement déclaré en faillite. Mais seulement quelques jours plus tard, il a été réactivé grâce à de nombreux entrepreneurs locaux et ses supporteurs (le club a choisi la forme d’une association). Juste avant la saison 2015/16 Widzew est reconstruit grâce à un effort énorme à partir de presque rien en IV Liga (cinquième niveau de Championnat de Pologne). Les saisons suivantes ont été marquées par un travail acharné de reconstruction du club. Pour rendre les choses encore plus difficiles, au printemps 2015, le stade du club a été démoli pour être réaménagé. Jusqu'en février 2017, le club a joué ses matchs à domicile dans un petit stade de l'école sportive de Lodz. Malgré ces difficultés, le club a réussi à remporter la IV Liga (cinquième niveau du championnat polonais) et a été promu en III Liga (quatrième niveau du championnat polonais) à l'issue de la saison 2015/2016. Après la saison 2017/2018, les joueurs ont réussi à obtenir la promotion en II Liga (troisième niveau du championnat polonais). En 2017 le club a changé sa forme en devenant une société par actions (avant c’était une association). En 2020 Widzew est promu en I Liga (deuxième division). En 2021 un entrepreneur et investisseur Tomasz Stamirowski est devenu le propriétaire majoritaire de club. Widzew retrouve Ekstraklasa (première division) avec un match du 17 juillet 2022 à Szczecin contre Pogoń. Widzew a terminé la saison 2022/2023 en milieu de tableau, à la 12e place. La saison suivante a été encore meilleure, avec la 9e place en fin de saison. La saison 2024/2025 n’a pas été aussi bonne, car les joueurs en ont fini à la 13e place. En avril 2025, Robert Dobrzycki, PDG et copropriétaire de Panattoni Europe, Royaume-Uni, Moyen-Orient et Inde, est devenu le propriétaire majoritaire du club.

## Grandes dates
- 1910 : fondation du club sous le nom de TMRF Widzew Łódż
- 1922 : refondation sous le nom de RTS Widzew Łódź
- 1946 : le club est renommé RKS OM TUR Łódź
- 1949 : le club est renommé Widzew Łódź
- 1977 : 1re participation à une Coupe d'Europe (C3, saison 1977/78)
- 1981 : 1re championnat
- 1985 : vainqueur de Coupe de Pologne

## Bilan sportif
| Saison                                                      | Division | Place  | Matchs | Points | Remarques                                    | Outres                |
| ----------------------------------------------------------- | -------- | ------ | ------ | ------ | -------------------------------------------- | --------------------- |
| 1948                                                        | I        | 14/14  | 26     | 13     | Relégation                                   |                       |
| 1949                                                        | II       | 7/10   | 18     | 16     |                                              |                       |
| 1950                                                        | II       | 5/10   | 18     | 19     |                                              |                       |
| 1951                                                        | II       | 4/8    | 14     | 16     |                                              |                       |
| 1952                                                        | II       | 4/10   | 18     | 18     |                                              |                       |
| 1953                                                        | III      | 9/12   | 22     | 21     |                                              |                       |
| 1954                                                        | III      | 9/10   | 18     | 12     |                                              |                       |
|                                                             |          |        |        |        |                                              |                       |
| 1959                                                        | III      | 2/12   | …      | 25     |                                              |                       |
| 1960                                                        | III      | 2/12   | …      | 29     |                                              |                       |
|                                                             |          |        |        |        |                                              |                       |
| 1970/71                                                     | III      | 6/16   | 30     | 34     |                                              |                       |
| 1971/72                                                     | III      | 1/16   | 30     | 42     | Promotion                                    |                       |
| 1972/73                                                     | II       | 6/16   | 30     | 31     |                                              |                       |
| 1973/74                                                     | II       | 3/16   | 30     | 36     |                                              |                       |
| 1974/75                                                     | II       | 1/16   | 30     | 42     | Promotion                                    |                       |
| 1975/76                                                     | I        | 5/16   | 30     | 32     |                                              |                       |
| 1976/77                                                     | I        | 2/16   | 30     | 38     |                                              |                       |
| 1977/78                                                     | I        | 10/16  | 30     | 28     |                                              |                       |
| 1978/79                                                     | I        | 2/16   | 30     | 39     |                                              |                       |
| 1979/80                                                     | I        | 2/16   | 30     | 36     |                                              |                       |
| 1980/81                                                     | I        | 1/16   | 30     | 39     |                                              |                       |
| 1981/82                                                     | I        | 1/16   | 30     | 39     |                                              |                       |
| 1982/83                                                     | I        | 2/16   | 30     | 38     |                                              |                       |
| 1983/84                                                     | I        | 2/16   | 30     | 42     |                                              |                       |
| 1984/85                                                     | I        | 3/16   | 30     | 38     |                                              | Coupe de Pologne      |
| 1985/86                                                     | I        | 3/16   | 30     | 41     |                                              |                       |
| 1986/87                                                     | I        | 6/16   | 30     | 36     |                                              |                       |
| 1987/88                                                     | I        | 5/16   | 30     | 31     |                                              |                       |
| 1988/89                                                     | I        | 7/16   | 30     | 29     |                                              |                       |
| 1989/90                                                     | I        | 15/16  | 30     | 17     | Relégation                                   |                       |
| 1990/91                                                     | II       | 2/20   | 38     | 48     | Promotion                                    |                       |
| 1991/92                                                     | I        | 3/18   | 34     | 43     |                                              |                       |
| 1992/93                                                     | I        | 5/18   | 34     | 43     |                                              |                       |
| 1993/94                                                     | I        | 6/18   | 34     | 39     |                                              |                       |
| 1994/95                                                     | I        | 2/18   | 34     | 45     |                                              |                       |
| 1995/96                                                     | I        | 1/18   | 34     | 88     |                                              | Supercoupe de Pologne |
| 1996/97                                                     | I        | 1/18   | 34     | 81     |                                              |                       |
| 1997/98                                                     | I        | 4/18   | 34     | 61     |                                              |                       |
| 1998/99                                                     | I        | 2/16   | 30     | 56     |                                              |                       |
| 1999/00                                                     | I        | 7/16   | 30     | 40     |                                              |                       |
| 2000/01                                                     | I        | 12/16  | 30     | 36     |                                              |                       |
| 2001/02 Automne (Groupe A) Printemps (Groupe de relégation) | I        | 8/ 2/8 | 14 14  | 11 31  |                                              |                       |
| 2002/03                                                     | I        | 9/16   | 30     | 37     |                                              |                       |
| 2003/04                                                     | I        | 14/14  | 26     | 19     | Relégation                                   |                       |
| 2004/05                                                     | II       | 4/16   | 34     | 58     |                                              |                       |
| 2005/06                                                     | II       | 1/18   | 34     | 62     | Promotion                                    |                       |
| 2006/07                                                     | I        | 12/16  | 30     | 28     |                                              |                       |
| 2007/08                                                     | I        | 15/16  | 30     | 26     | Relégation                                   |                       |
| 2008/09                                                     | II       | 1/18   | 34     | 72     | Pas de promotion (décision de la Fédération) |                       |
| 2009/10                                                     | II       | 1/18   | 34     | 77     | Promotion                                    |                       |
| 2010/11                                                     | I        | 9/16   | 30     | 43     |                                              |                       |
| 2011/12                                                     | I        | 11/16  | 30     | 39     |                                              |                       |
| 2012/13                                                     | I        | 13/16  | 30     | 23     |                                              |                       |
| 2013/14                                                     | I        | 16/16  | 30     | 11     | Relégation                                   |                       |
| 2014/15                                                     | II       | 17/18  | 34     | 22     | Relégation                                   |                       |
| 2015/16                                                     | V        | 1/20   | 38     | 88     | Promotion                                    |                       |
| 2016/17                                                     | IV       | 3/20   | 34     | 66     |                                              |                       |
| 2017/18                                                     | IV       | 1/20   | 34     | 74     | Promotion                                    |                       |
| 2018/19                                                     | III      | 5/20   | 34     | 55     |                                              |                       |
| 2019/20                                                     | III      | 2/18   | 34     | 59     | Promotion                                    |                       |
| 2020/21                                                     | II       | 9/18   | 34     | 46     |                                              |                       |
| 2021/22                                                     | II       | 2/18   | 34     | 62     | Promotion                                    |                       |
| 2022/23                                                     | I        | 12/18  | 34     | 41     |                                              |                       |
| 2023/24                                                     | I        | 9/18   | 34     | 46     |                                              |                       |
| 2024/25                                                     | I        | 13/18  | 34     | 40     |                                              |                       |

### Palmarès
- Championnat de Pologne :
  - Champion (4) : 1981, 1982, 1996 et 1997
  - Vice-champion (7) : 1977, 1979, 1980, 1983, 1984, 1995 et 1999

- Coupe de Pologne :
  - Vainqueur (1) : 1985

- Supercoupe de Pologne :
  - Vainqueur (1) : 1996
  - Finaliste (1) : 1997

- Coupe des clubs champions européens :
  - Demi-finaliste (1) : 1983

### Bilan européen
Note : dans les résultats ci-dessous, le score du club est toujours donné en premier.
| Saison    | Compétition               | Tour                | Club                     | Domicile | Extérieur | Total             |
| --------- | ------------------------- | ------------------- | ------------------------ | -------- | --------- | ----------------- |
| 1977-1978 | Coupe UEFA                | Premier tour        | Manchester City          | 0 - 0    | 2 - 2     | 2E - 2            |
| 1977-1978 | Coupe UEFA                | Deuxième tour       | PSV Eindhoven            | 3 - 5    | 0 - 1     | 3 - 6             |
| 1979-1980 | Coupe UEFA                | Premier tour        | AS Saint-Étienne         | 2 - 1    | 0 - 3     | 2 - 4             |
| 1980-1981 | Coupe UEFA                | Premier tour        | Manchester United        | 0 - 0    | 1 - 1     | 1E - 1            |
| 1980-1981 | Coupe UEFA                | Deuxième tour       | Juventus FC              | 3 - 1    | 1 - 3 ap  | 4 - 4 (4 - 1 tab) |
| 1980-1981 | Coupe UEFA                | Troisième tour      | Ipswich Town             | 1 - 0    | 0 - 5     | 1 - 5             |
| 1981-1982 | Coupe des clubs champions | Premier tour        | RSC Anderlecht           | 1 - 4    | 1 - 2     | 2 - 6             |
| 1982-1983 | Coupe des clubs champions | Premier tour        | Hibernians FC            | 3 - 1    | 4 - 1     | 7 - 2             |
| 1982-1983 | Coupe des clubs champions | Huitièmes de finale | Rapid Vienne             | 5 - 3    | 1 - 2     | 6 - 5             |
| 1982-1983 | Coupe des clubs champions | Quarts de finale    | Liverpool FC             | 2 - 0    | 2 - 3     | 4 - 3             |
| 1982-1983 | Coupe des clubs champions | Demi-finales        | Juventus FC              | 2 - 2    | 0 - 2     | 2 - 4             |
| 1983-1984 | Coupe UEFA                | Premier tour        | IF Elfsborg              | 0 - 0    | 2 - 2     | 2E - 2            |
| 1983-1984 | Coupe UEFA                | Deuxième tour       | Sparta Prague            | 1 - 0    | 0 - 3     | 1 - 3             |
| 1984-1985 | Coupe UEFA                | Premier tour        | Aarhus GF                | 2 - 0    | 0 - 1     | 2 - 1             |
| 1984-1985 | Coupe UEFA                | Deuxième tour       | Borussia Mönchengladbach | 1 - 0    | 2 - 3     | 3E - 3            |
| 1984-1985 | Coupe UEFA                | Troisième tour      | Dinamo Minsk             | 0 - 2    | 1 - 0     | 1 - 2             |
| 1985-1986 | Coupe des coupes          | Premier tour        | Galatasaray SK           | 2 - 1    | 0 - 1     | 2 - 2E            |
| 1986-1987 | Coupe UEFA                | Premier tour        | LASK Linz                | 1 - 0    | 1 - 1     | 2 - 1             |
| 1986-1987 | Coupe UEFA                | Deuxième tour       | Bayer Uerdingen          | 0 - 0    | 0 - 2     | 0 - 2             |
| 1992-1993 | Coupe UEFA                | Premier tour        | Eintracht Francfort      | 2 - 2    | 0 - 9     | 2 - 11            |
| 1995-1996 | Coupe UEFA                | Premier tour        | Bangor City              | 1 - 0    | 4 - 0     | 5 - 0             |
| 1995-1996 | Coupe UEFA                | Deuxième tour       | Tchornomorets Odessa     | 1 - 0 ap | 0 - 1     | 1 - 1 (5 - 6 tab) |
| 1996-1997 | Ligue des champions       | Tour préliminaire   | Brøndby IF               | 2 - 1    | 2 - 3     | 4E - 4            |
| 1996-1997 | Ligue des champions       | Groupe B            | Borussia Dortmund        | 2 - 2    | 1 - 2     | Troisième         |
| 1996-1997 | Ligue des champions       | Groupe B            | Atlético Madrid          | 1 - 4    | 0 - 1     | Troisième         |
| 1996-1997 | Ligue des champions       | Groupe B            | Steaua Bucarest          | 2 - 0    | 0 - 1     | Troisième         |
| 1997-1998 | Ligue des champions       | Premier tour Q      | Neftchi Bakou            | 8 - 0    | 2 - 0     | 10 - 0            |
| 1997-1998 | Ligue des champions       | Deuxième tour Q     | Parme AC                 | 1 - 3    | 0 - 4     | 1 - 7             |
| 1997-1998 | Coupe UEFA                | Premier tour        | Udinese Calcio           | 1 - 0    | 0 - 3     | 1 - 3             |
| 1999-2000 | Ligue des champions       | Deuxième tour Q     | Litex Lovetch            | 4 - 1 ap | 1 - 4     | 5 - 5 (3 - 2 tab) |
| 1999-2000 | Ligue des champions       | Troisième tour Q    | ACF Fiorentina           | 0 - 2    | 1 - 3     | 1 - 5             |
| 1999-2000 | Coupe UEFA                | Premier tour        | Skonto Riga              | 2 - 0    | 0 - 1     | 2 - 1             |
| 1999-2000 | Coupe UEFA                | Deuxième tour       | AS Monaco                | 1 - 1    | 0 - 2     | 1 - 3             |

Légende
- Victoire ou qualification pour le tour suivant
- Match nul
- Défaite ou élimination de la compétition

## Anciens joueurs
- Daniel Bogusz (en)
- Zbigniew Boniek
- Łukasz Broź
- Dariusz Dziekanowski
- Marek Dziuba
- Paweł Janas
- Piotr Kuklis
- Jozef Mlynarczyk
- Rafał Pawlak
- Kazimierz Przybys
- Przemysław Oziębała
- Wlodzimierz Smolarek
- Miroslaw Szymkowiak
- Wojciech Szymanek
- Maciej Terlecki (en)
- Miroslaw Tlokinski
- Piotr Włodarczyk
- Roman Wojcicki
- Marcin Zając
- Wladyslaw Zmuda
- Mindaugas Panka
- Dudú Paraíba
- Kosuke Kimura

## Le stade
Article détaillé : Stade Ludwik-Sobolewski

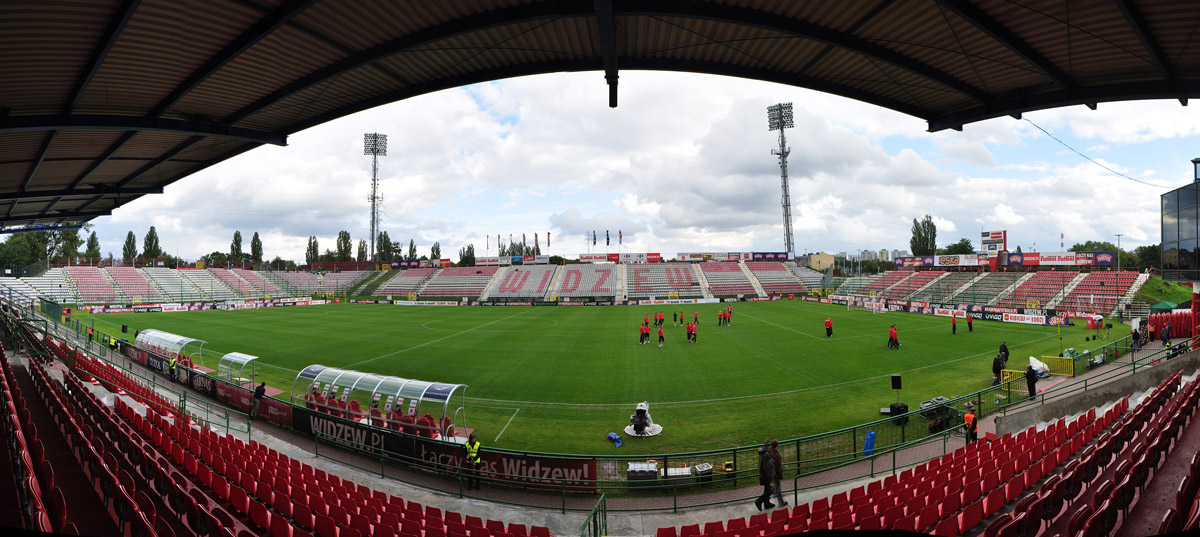
L'ancien stade de Widzew (photo de 2010)

Pendant les premières années d'existence, le club a joué sur les différents terrains de sports à Łódź. En mars 1930 le premier stade de club a été inauguré sur la rue Rokicinska 28B (dans le quartier de Widzew). En 1949 le club a déménagé seulement quelques centaines de mètres dans un nouveau stade où il reste jusqu’à aujourd’hui. 
Ce stade a été reconstruit quelques fois (les travaux les plus importants ont eu lieu dans les années 1970, 1980 et 1990) et, finalement, en 2015, a été démoli pour construire un nouveau stade sur la même place.

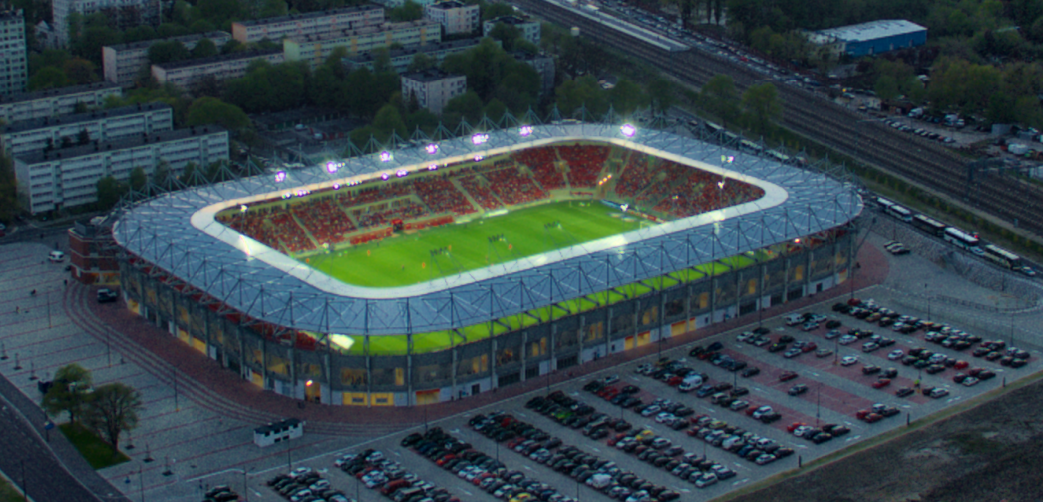
Le Stade de Widzew

Le nouveau stade a été officiellement ouvert le 18 mars 2017. Le stade a une capacité de 18 018 places (900 dans le secteur de supporteurs visiteurs), tous les sièges sont couverts par un toit et le stade a obtenu la catégorie 3 de l'UEFA. Une partie du bâtiment était recouverte d'une façade imitant la brique, faisant référence aux traditions architecturales de la ville de Łódź.  

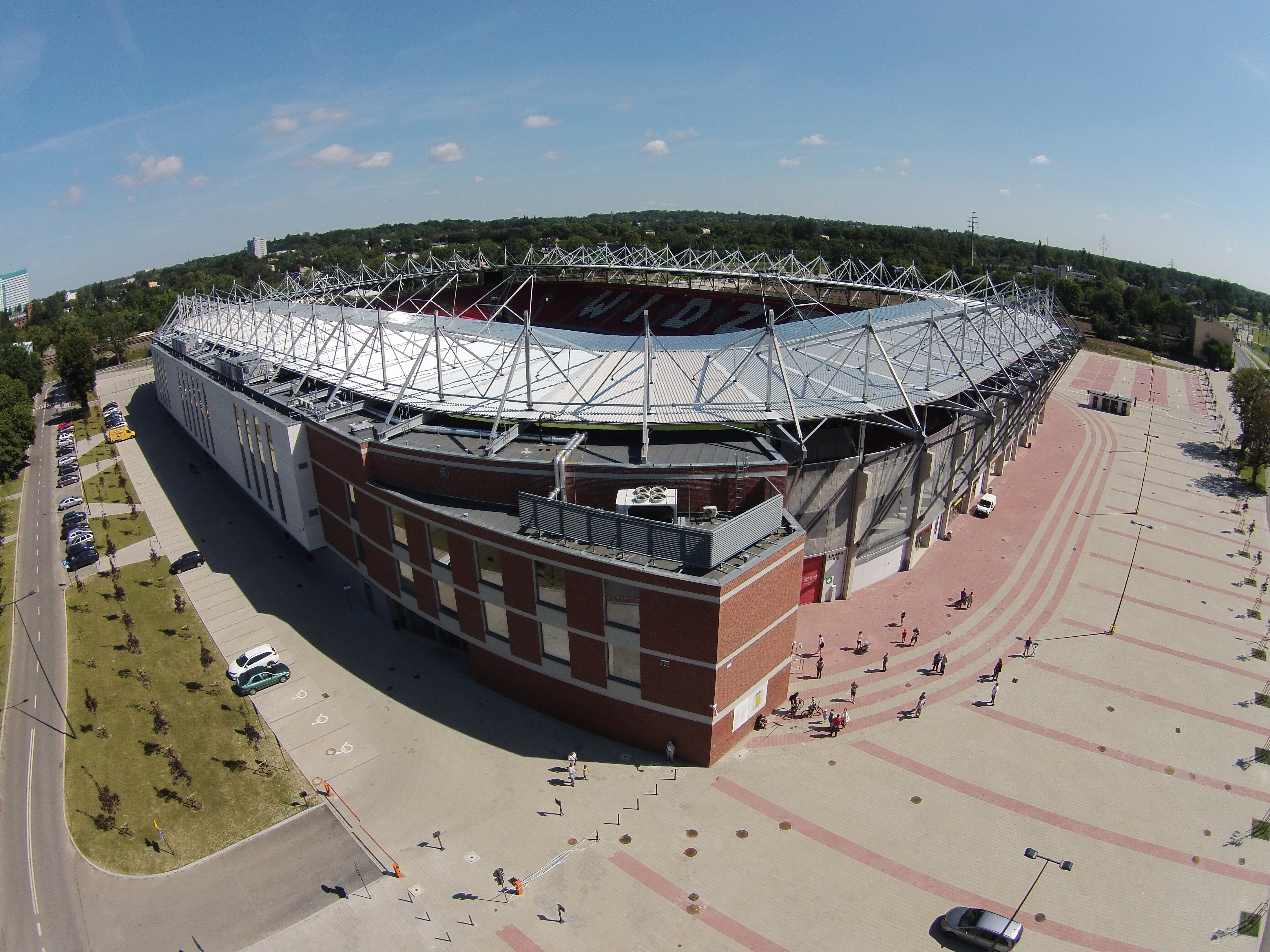
Le stade de Widzew en 2017

Depuis l’ouverture de nouveau stade en 2017, les supporteurs de Widzew achètent le plus grand nombre de cartes d’abonnement en Pologne (en 2022 tous les 15903 cartes d’abonnement disponibles ont été vendues). La même situation a eu lieu à l'été 2023 avec 16 010 cartes vendues), 2024 et 2025 (en plus, en 2025, au cours des premières 24 heures de vente, les supporteurs ont battu le record polonais, qui s'élève désormais à 6 505 cartes d’abonnement).   

## Les supporteurs
Widzew est un de club les plus populaires en Pologne, avec la plupart de supporteurs centrés dans la ville de Łódź et la Voïvodie de Łódź (région administrative), mais arrivant de tous les coins de pays. Après l’ouverture de nouveau stade les affluences sur les matchs à domicile oscillent entre 13 921 et 17 701 (avec la moyenne de 17 237 spectateurs pour la saison 2022/2023, 17 186 spectateurs pour la saison 2023/2024 et 16 825 spectateurs pour la saison 2024/2025). 
En 2018, alors qu'il est fraîchement promu de 4e division Polonaise, le club voit ses supporters être nommés parmi les meilleurs supporters du monde par la chaîne spécialisée dans le monde des supporters Ultras World.

### Rivalités et amitiés
Le principal rival de Widzew est son plus proche voisin de la ville, ŁKS Łódź, avec lequel Widzew se confronte dans le derby de Łódź. Une forte rivalité est aussi visible avec le club de la capitale : Legia Varsovie. Il existe d'autres rivalités avec Lech Poznań, Cracovia et Śląsk Wrocław.
Les supporteurs entretiennent une amitié avec les supporteurs de Ruch Chorzów, Elana Toruń, Wisła Cracovie et KKS Kalisz.